# Michael Landes
Michael Christopher Landes (Bronx, 1972. szeptember 18.–) amerikai színész. Legismertebb szerepei Jimmy Olsen a Lois és Clark: Superman legújabb kalandjai első évadából, Nicholas O'Malley nyomozó a Special Unit 2-ből és Thomas Burke rendőrtiszt a Végső állomás 2. horrorfilmből. Szerepelt a Love Soup brit televíziós komédia-drámában, amelyet a BBC televízió készített.
Landes szerepelt a Kalandor és a Lady romantikus mini-sorozatban, mint Ulysses Hooten.

## Karrierje
Landes első nagy szerepe 1993-ban volt a Lois és Clark: Superman legújabb kalandjaiból, mint Jimmy Olsen.
Az első évad után Landes-t nem hívták többé Jimmy Olsen szerepének folytatására. A sorozat alkotója elmagyarázta a DVD kommentárban, hogy ennek oka az volt, hogy a producerek szerint túlságosan hasonlított Dean Cain főszereplőre. Justin Whalin vette át szerepét a fennmaradó három évadban.

## Magánélete
Landes Bronx született (New York City), Patricia lakberendező és Bernard Landes marketing tanácsadó fiaként. 2000. október 21-én feleségül vette Wendy Benson színésznőt. A párnak két közös gyermeke van; Mimi Landes és Dominic Landes.

## Filmográfia

### Film
| Év   | Magyar cím                                        | Eredeti cím                            | Szerep                | Magyar hang      |
| ---- | ------------------------------------------------- | -------------------------------------- | --------------------- | ---------------- |
| 1990 |                                                   | An American Summer                     | Tom                   |                  |
| 1992 | Amikor a partinak vége                            | When the Party's Over                  | Willie                |                  |
| 1996 | Álmatlanságaim hercege                            | Dream for an Insomniac                 | Rob                   | Boros Zoltán     |
| 1996 | Sivatagi játékok                                  | Edie & Pen                             | Bellman               |                  |
| 1998 | Az ébredés                                        | Getting Personal                       | Christopher DeMarco   |                  |
| 2002 | Hart háborúja                                     | Hart's War                             | M.F. Giannetti őrnagy |                  |
| 2003 | Végső állomás 2.                                  | Final Destination 2                    | Thomas Burke          | Széles Tamás     |
| 2004 |                                                   | Beacon Hill                            | Billy Dylan           |                  |
| 2005 |                                                   | Lucky 13                               | Seth                  |                  |
| 2008 | Tan-túra                                          | College Road Trip                      | Donny                 | Kossuth Gábor    |
| 2008 | Kínzó közelség                                    | Lakeview Terrace                       | Bronson hadnagy       |                  |
| 2008 | Szerelem második látásra                          | Last Chance Harvey                     | Peter Turner          | Stern Dániel     |
| 2009 | Elrabolt élet                                     | Possession                             | Ryan                  |                  |
| 2009 | Hazatérés                                         | Homecoming                             | Billy Fletcher        | Csőre Gábor      |
| 2010 | A barátnőm pasija                                 | My Girlfriend's Boyfriend              | Troy Parker           | Anger Zsolt      |
| 2010 | Terápiás szerelem                                 | Just Wright                            | Nelson Kaspian        | Seszták Szabolcs |
| 2010 | Díva                                              | Burlesque                              | Greg                  |                  |
| 2011 | A pokol kapuja                                    | 11-11-11                               | Samuel Crone          | Hevér Gábor      |
| 2012 | A vőfélynek annyi                                 | Best Man Down                          | pap                   | Magyar Bálint    |
| 2013 | Összetörve                                        | Crush                                  | Mr. Graham            | Fehérváry Márton |
| 2013 | A futurológiai kongresszus                        | The Congress                           | Maxi                  |                  |
| 2014 |                                                   | Soul Mates                             | Ben                   |                  |
| 2016 | Elzárva a világ elől                              | The Disappointments Room               | Teddy                 | Harcsik Róbert   |
| 2016 | Arany                                             | Gold                                   | Glen Binkert          |                  |
| 2017 | A góré                                            | Shot Caller                            | Steve                 | Rátóti Zoltán    |
| 2018 |                                                   | Surviving Christmas with the Relatives | Trent                 |                  |
| 2019 | Támadás a Fehér Ház ellen 3. – A védangyal bukása | Angel Has Fallen                       | Sam Wilcox            |                  |
| 2019 | Mary                                              | Mary                                   | Sanfree               |                  |
| 2020 |                                                   | Luxor                                  | Carl                  |                  |
| 2024 | Artúr, a király                                   | Arthur the King                        | Broadrail vezető      | Harcsik Róbert   |